# 帕爾特奈
帕尔特奈（法語：Parthenay，法語：[paʁtənɛ] ⓘ），法国西部城市，新阿基坦大区德塞夫勒省的一个市镇，同时也是该省的一个副省会，下辖帕尔特奈区，其市镇面积为11.38平方公里，2022年1月1日时人口数量为10,121人，是该省人口第四多的市镇，在法国城市中排名第998位。
帕尔特奈位于德塞夫勒省东部，图埃河畔，是一个区域性的中心城市，多条公路在此交汇。

## 地名来源
“帕尔特奈”一名的来源尚存在争议，“Parth-”这一前缀可能与安息帝国或帕尔泰尼人有关。“Parthenay”亦为法语人名姓氏。

## 历史

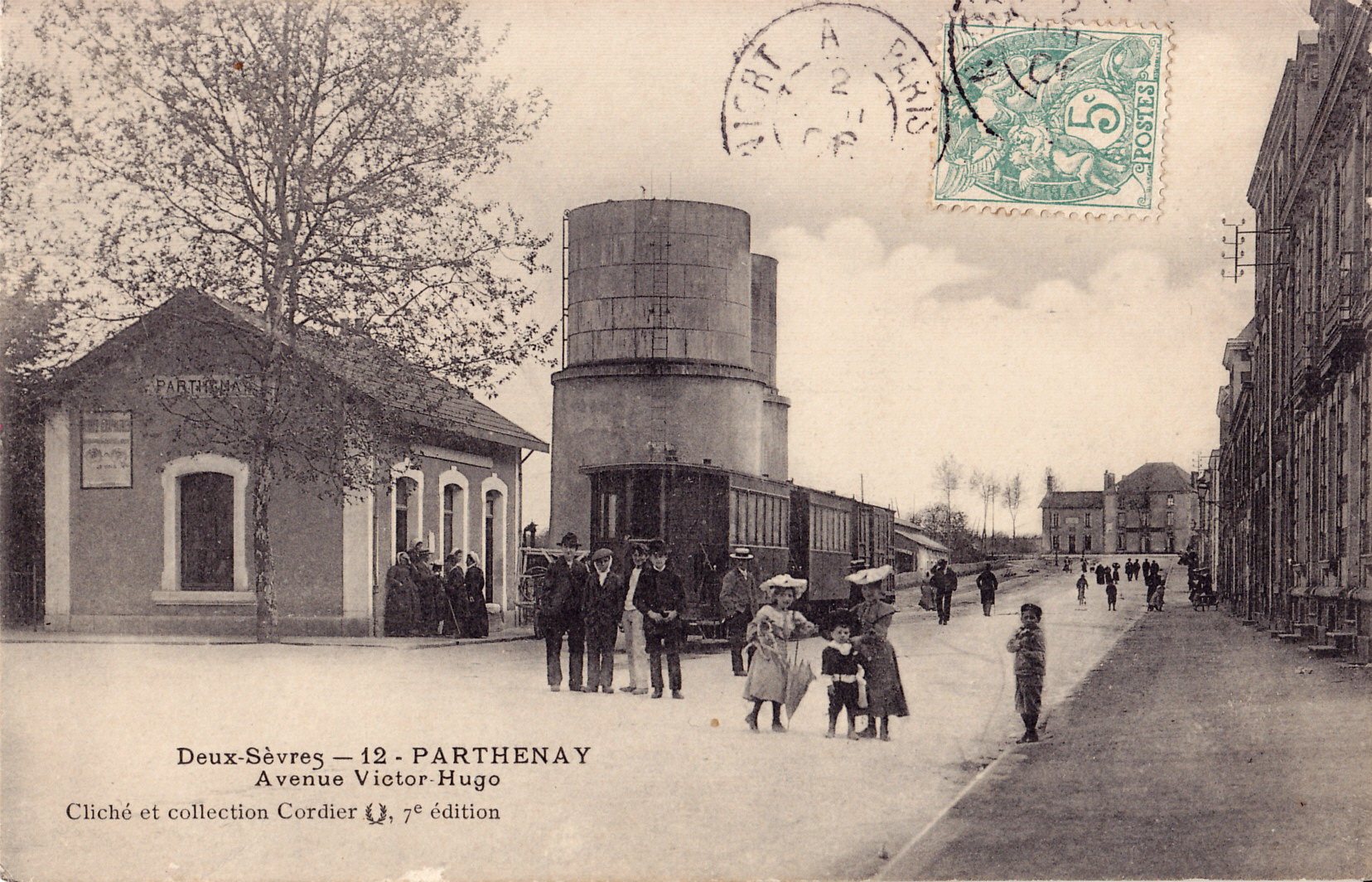
20世纪初的帕尔特奈市区

帕尔特奈的早期历史尚不清楚。根据当地官方网站的论述，帕尔特奈的首位有记载的领主为若瑟兰一世（Joscelin Ier de Parthenay），他于1012年逝世，其长孙若瑟兰二世（Joscelin II de Parthenay）于1058年成为波尔多主教。1066年，若瑟兰二世之子西蒙一世（Simon Ier de Parthenay）加盟诺曼人军队，与征服者威廉共同参与黑斯廷斯之战，此后，帕尔特奈领主地位得到提升。13世纪时，帕尔特奈城墙及堡垒建成。1427年，随着让二世的身亡，帕尔特奈家族绝嗣。同年，法兰西国王查理七世将帕尔特奈转让给了布列塔尼公爵阿蒂尔三世，并赐予其男爵头衔。彼时，正值英法百年战争期间，为加强防御，阿蒂尔三世将帕尔特奈扩建成为一座防御城堡，其城门及城内的两座教堂亦得到整修。宗教战争期间，帕尔特奈遭到严重破坏。1641年，法兰西王国元帅夏尔·德拉波尔特成为帕尔特奈领主。18世纪时，帕尔特奈因纺织品生产贸易而成为一个区域性的商业中心。法国大革命后，帕尔特奈成为德塞夫勒省的一个市镇。旺代战争期间，保皇派指挥官莱斯屈尔的路易·德萨尔格率领士兵与共和国军队曾在帕尔特奈附近发生交战。自1801年起，帕尔特奈成为德塞夫勒省的一个副省会。1852年，横跨图埃河的新桥建成。第二次世界大战期间，帕尔特奈曾出现抵抗运动组织，后被纳粹德军捣毁。

## 地理

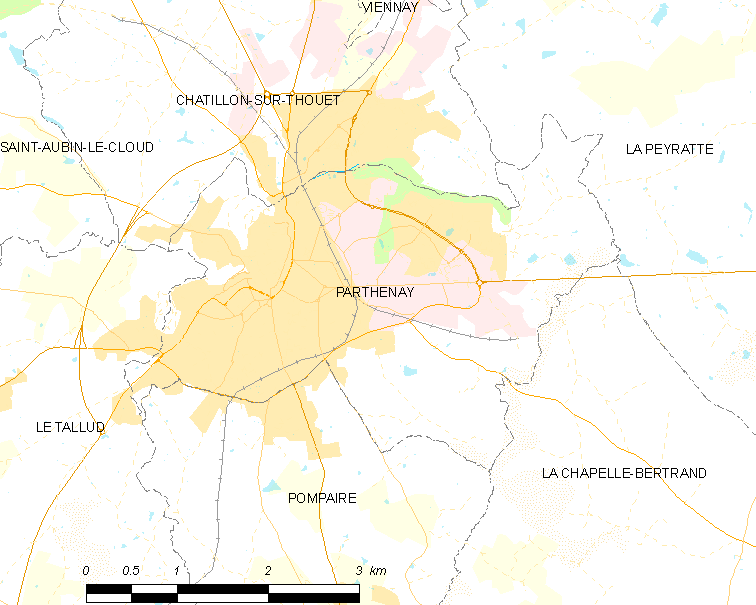
帕尔特奈市镇范围地图

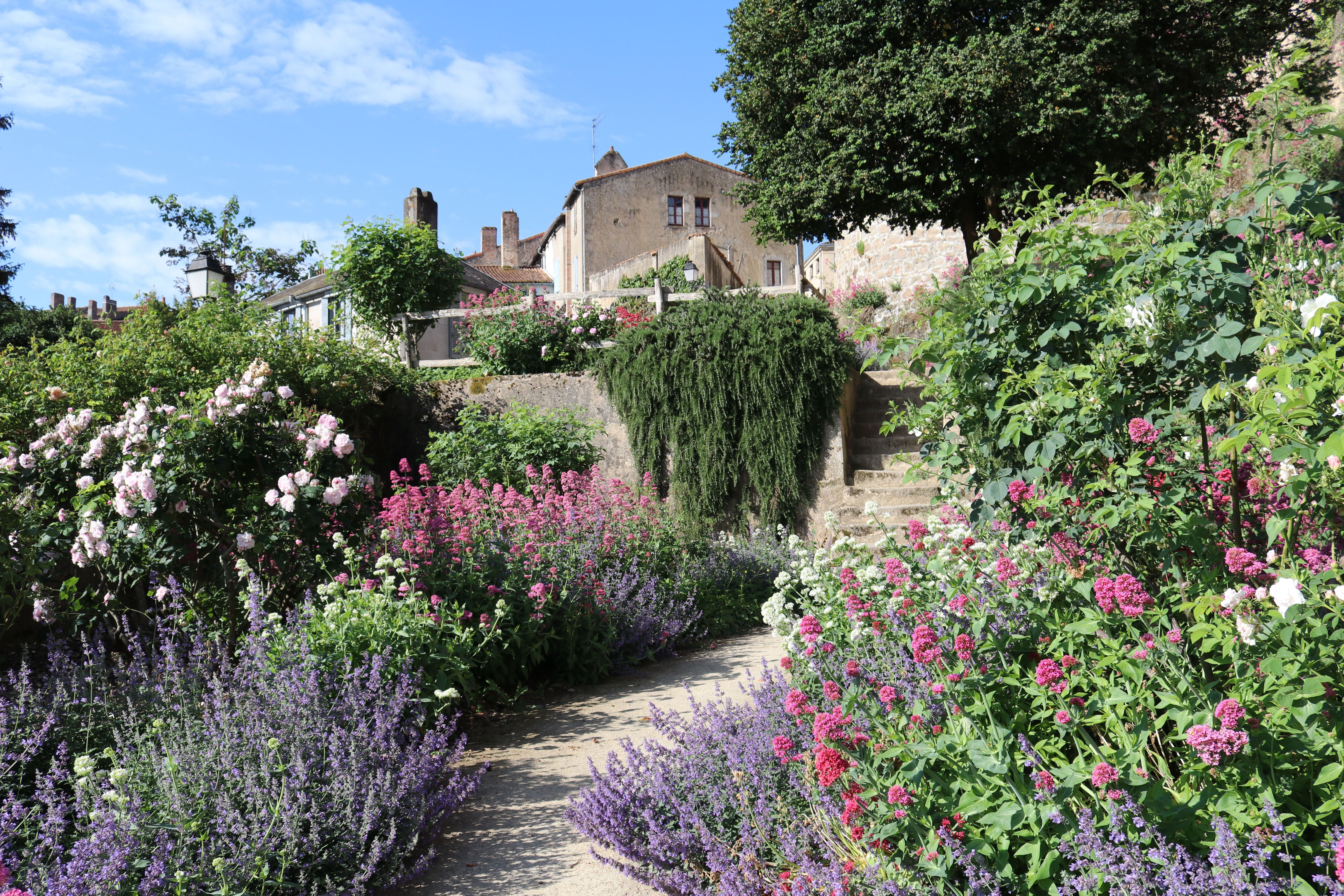
帕尔特奈的一处绿地

帕尔特奈位于法国西部，新阿基坦大区北部和德塞夫勒省东部，距离省会尼奥尔大约43公里。与帕尔特奈接壤的市镇包括：图埃河畔沙蒂永、拉佩拉特、圣欧班勒克卢、勒塔吕和蓬派尔。

### 地形
帕尔特奈位于普瓦图丘陵西部腹地，境内以缓丘为主，市镇中心位于图埃河右岸的一处高地上，部分区域地势起伏明显，全境海拔在114到184米之间。

### 水文
帕尔特奈位于卢瓦尔河流域范围内，其左岸支流图埃河自西南向东北流经帕尔特奈市中心。

### 植被
帕尔特奈属于温带阔叶混交林区，林地主要分布于河流附近及部分坡地地区。帕尔特奈市区内的主要绿地公园包括萨万公园（Parc de Savin）、公共花园（Jardin public）等，均常年免费向公众开放。
在鲜花城市的评比中，帕尔特奈暂未被评级。

### 气候
帕尔特奈在柯本气候分类法中属于温带海洋性气候。
帕尔特奈境内设有气象站，以下为该气象站的数据（其中日照数据取自普瓦捷气象站）：
| 帕尔特奈 1981年－2019年 | 帕尔特奈 1981年－2019年 | 帕尔特奈 1981年－2019年 | 帕尔特奈 1981年－2019年 | 帕尔特奈 1981年－2019年 | 帕尔特奈 1981年－2019年 | 帕尔特奈 1981年－2019年 | 帕尔特奈 1981年－2019年 | 帕尔特奈 1981年－2019年 | 帕尔特奈 1981年－2019年 | 帕尔特奈 1981年－2019年 | 帕尔特奈 1981年－2019年 | 帕尔特奈 1981年－2019年 | 帕尔特奈 1981年－2019年 |
| 月份                    | 1月                     | 2月                     | 3月                     | 4月                     | 5月                     | 6月                     | 7月                     | 8月                     | 9月                     | 10月                    | 11月                    | 12月                    | 全年                    |
| ----------------------- | ----------------------- | ----------------------- | ----------------------- | ----------------------- | ----------------------- | ----------------------- | ----------------------- | ----------------------- | ----------------------- | ----------------------- | ----------------------- | ----------------------- | ----------------------- |
| 历史最高温 °C（°F）     | 17.2 (63.0)             | 21.5 (70.7)             | 25.5 (77.9)             | 29.1 (84.4)             | 32.6 (90.7)             | 38 (100)                | 39 (102)                | 41.3 (106.3)            | 35.2 (95.4)             | 30.3 (86.5)             | 21.7 (71.1)             | 18.3 (64.9)             | 41.3 (106.3)            |
| 平均高温 °C（°F）       | 8.1 (46.6)              | 9.8 (49.6)              | 13.2 (55.8)             | 16.1 (61.0)             | 20.2 (68.4)             | 24.5 (76.1)             | 26.4 (79.5)             | 26.5 (79.7)             | 22.4 (72.3)             | 17.4 (63.3)             | 11.5 (52.7)             | 8.1 (46.6)              | 17 (63)                 |
| 日均气温 °C（°F）       | 5.1 (41.2)              | 6 (43)                  | 8.3 (46.9)              | 10.8 (51.4)             | 14.6 (58.3)             | 18.2 (64.8)             | 20 (68)                 | 19.9 (67.8)             | 16.3 (61.3)             | 12.9 (55.2)             | 7.9 (46.2)              | 5.2 (41.4)              | 12.1 (53.8)             |
| 平均低温 °C（°F）       | 2.1 (35.8)              | 2.2 (36.0)              | 3.5 (38.3)              | 5.5 (41.9)              | 9 (48)                  | 11.8 (53.2)             | 13.5 (56.3)             | 13.4 (56.1)             | 10.1 (50.2)             | 8.4 (47.1)              | 4.4 (39.9)              | 2.3 (36.1)              | 7.2 (45.0)              |
| 历史最低温 °C（°F）     | −11.8 (10.8)            | −10.1 (13.8)            | −11.9 (10.6)            | −3 (27)                 | −1.7 (28.9)             | 3.7 (38.7)              | 5.7 (42.3)              | 5.1 (41.2)              | 1.4 (34.5)              | −3.2 (26.2)             | −9.7 (14.5)             | −11.2 (11.8)            | −11.9 (10.6)            |
| 平均降水量 mm（）       | 95.7 (3.77)             | 63.3 (2.49)             | 61.5 (2.42)             | 69.4 (2.73)             | 64.3 (2.53)             | 47.6 (1.87)             | 50.8 (2.00)             | 48.8 (1.92)             | 61 (2.4)                | 96.2 (3.79)             | 90.5 (3.56)             | 94 (3.7)                | 843.1 (33.19)           |
| 月均日照時數            | 69.7                    | 96.1                    | 153.8                   | 174.6                   | 206.5                   | 232.9                   | 242.7                   | 241.8                   | 194.2                   | 128.8                   | 82.6                    | 65.2                    | 1,888.9                 |
| 来源：infoclimat.fr     |                         |                         |                         |                         |                         |                         |                         |                         |                         |                         |                         |                         |                         |

## 行政区划
帕尔特奈的市镇编号为79202，邮政编号为79200。
在行政管理方面，帕尔特奈隶属于法国新阿基坦大区德塞夫勒省，同时也是该省的一个副省会，下辖帕尔特奈区；在地方选举方面，帕尔特奈是帕尔特奈县的中央投票站所在地，其市镇范围全境被划入德塞夫勒省第二选区；在社会管理方面，帕尔特奈是帕尔特奈-加蒂讷市镇公共社区的办公驻地。
法国国家统计与经济研究所（简称）在进行数据统计时，将帕尔特奈及相邻的另外四个市镇设为帕尔特奈城市核心区，并将包括核心区在内的周边共9个市镇划为帕尔特奈城市区。自2020年起，帕尔特奈城市区被包含26个市镇的帕尔特奈城市辐射区代替。此外，还将帕尔特奈市镇分为了5个“块区”（IRIS），以便于统计人口分布情况。

## 交通

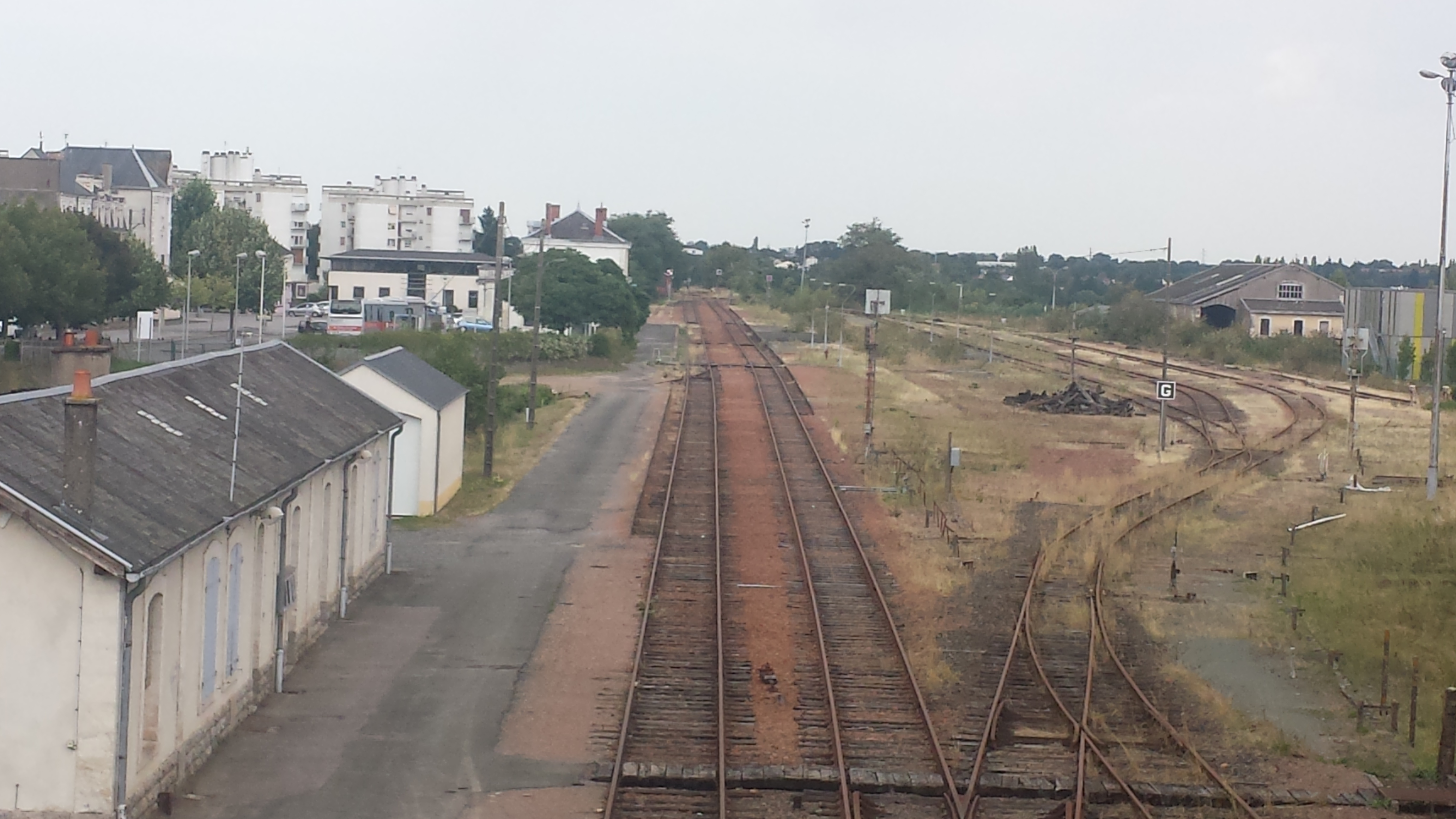
帕尔特奈火车站附近的轨道

### 公路
法国国道N149线和多条德塞夫勒省省道在帕尔特奈境内交汇。新阿基坦大区下属的城际客运提供巴士线路，可前往普瓦捷、尼奥尔、布雷叙尔、南特、绍莱、图阿尔等地。
| 26 | 70 |

| 10 | 29 |

| 尼奥尔 | 43 |

| 丰特奈勒孔特 | 55 |

| 普瓦捷 | 55 |

| 米尔博 | 41 |

| 布雷叙尔 | 33 |

| 图阿尔 | 41 |

2019年，67.2%的帕尔特奈家庭拥有至少一辆私人汽车。2019年，帕尔特奈境内共发生各类交通事故4起，造成2人遇难，2人受伤，其中2人重伤。

### 铁路
帕尔特奈位于沙特尔－波尔多铁路和普瓦图地区讷维尔－布雷叙尔铁路的交汇处，这两条铁路在帕尔特奈附近的路段均已基本废弃。
距离帕尔特奈最近的运营中的客运铁路车站为31公里外的圣迈克桑站，该站停靠往返于普瓦捷和拉罗谢尔一线的区域列车。

### 航空
距离帕尔特奈最近的民用航空站为普瓦捷机场，距离帕尔特奈市中心的公路里程约49公里。

### 城市公共交通
帕尔特奈城市公共交通（商业名称为）是当地的城市公共交通系统。截至2022年11月，该系统共包括一条摆渡公交线路，路网覆盖了帕尔特奈市区内的主要街道和居民区。

## 政治

### 市政内阁

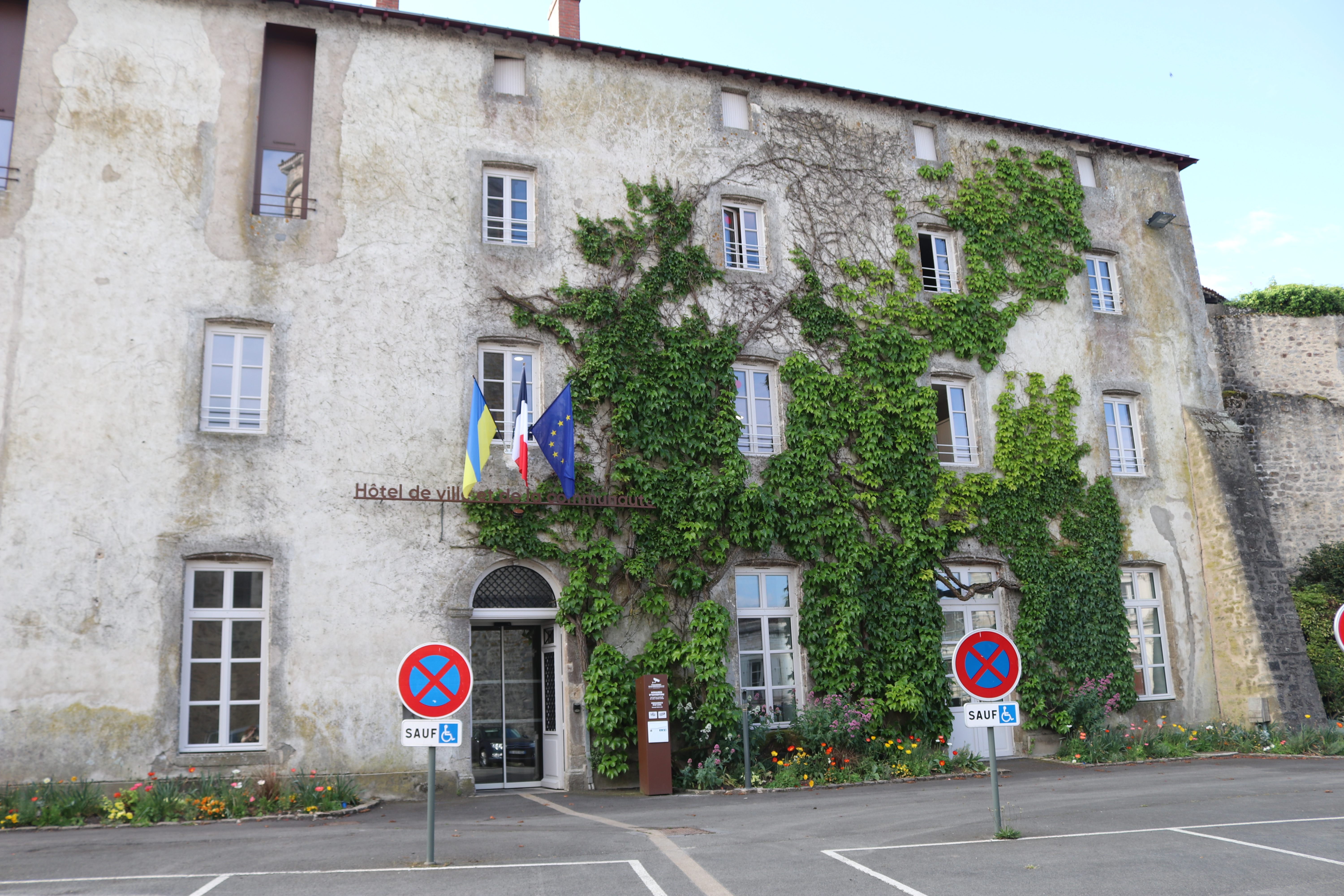
帕尔特奈市政厅

帕尔特奈的现任市长为让-米歇尔·普里厄尔先生（Jean-Michel PRIEUR），他是中间党联盟的一名成员，在2020年的市政选举中获得了59.02%的支持率。
| 帕尔特奈历届市长 | 帕尔特奈历届市长                    | 帕尔特奈历届市长                                              |
| 任期             | 市长                                | 党派                                                          |
| ---------------- | ----------------------------------- | ------------------------------------------------------------- |
| 1945年－1953年   | Robert BIGOT 罗贝尔·比戈            | 不详                                                          |
| 1953年－1954年   | Clovis MACOUIN 克洛维斯·马库安      | 不详                                                          |
| 1954年－1965年   | Guy MARCHAND 居伊·马尔尚            | 無黨籍                                                        |
| 1965年－1979年   | Armand JUBIEN 阿尔芒·朱比安         | PS社会党                                                      |
| 1979年－2001年   | Michel HERVÉ 米歇尔·埃尔韦          | PS社会党                                                      |
| 2001年－2020年   | Xavier ARGENTON 格扎维埃·阿尔让东   | DVD右翼无党派人士 →Centriste中间派 →UDI民主人士和独立人士联盟 |
| 2020年－         | Jean-Michel PRIEUR 让-米歇尔·普里厄 | DVC混杂中间派                                                 |

### 各级选举
| 帕尔特奈历届投票选举结果 | 帕尔特奈历届投票选举结果 | 帕尔特奈历届投票选举结果 | 帕尔特奈历届投票选举结果 | 帕尔特奈历届投票选举结果        | 帕尔特奈历届投票选举结果 | 帕尔特奈历届投票选举结果 | 帕尔特奈历届投票选举结果        | 帕尔特奈历届投票选举结果 | 帕尔特奈历届投票选举结果 |
| 选举项目                 | 选举范围                 | 选区单位                 | 选区单位内的选举结果     | 选区单位内的选举结果            | 选区单位内的选举结果     | 选区单位内的选举结果     | 选区单位内的选举结果            | 选区单位内的选举结果     | 参考资料                 |
| 选举项目                 | 选举范围                 | 选区单位                 | 第一轮胜出者             | 第一轮胜出者                    | 支持率                   | 第二轮胜出者             | 第二轮胜出者                    | 支持率                   | 参考资料                 |
| ------------------------ | ------------------------ | ------------------------ | ------------------------ | ------------------------------- | ------------------------ | ------------------------ | ------------------------------- | ------------------------ | ------------------------ |
| 2017年法國總統選舉       | 法國                     | 市镇                     |                          | 埃马纽埃尔·马克龙               | 28.44%                   |                          | 埃马纽埃尔·马克龙               | 76.81%                   | [ 26 ]                   |
| 2017年法国立法选举       | 德塞夫勒省第二选区       | 市镇                     |                          | 克里斯蒂娜·海因茨               | 38.01%                   |                          | 克里斯蒂娜·海因茨               | 50.75%                   | [ 26 ]                   |
| 2019年欧洲议会选举       | 法國                     | 市镇                     |                          | 娜塔莉·卢瓦索                   | 25.43%                   | （不适用）               | （不适用）                      | （不适用）               | [ 28 ]                   |
| 2021年法国省级选举       | 德塞夫勒省               | 县                       |                          | 吉尔贝·法夫罗 贝阿特丽丝·拉尔若 | 45.22%                   |                          | 吉尔贝·法夫罗 贝阿特丽丝·拉尔若 | 55.77%                   | [ 29 ]                   |
| 2021年法国省级选举       | 德塞夫勒省               | 市镇                     |                          | 吉尔贝·法夫罗 贝阿特丽丝·拉尔若 | 55.77%                   |                          | 伯努瓦·皮龙 帕斯卡尔·罗班       | 50.55%                   | [ 29 ]                   |
| 2021年法国大区选举       |                          | 市镇                     |                          | 阿兰·鲁塞                       | 26.41%                   |                          | 阿兰·鲁塞                       | 37.21%                   | [ 30 ]                   |
| 2022年法国总统选举       | 法國                     | 市镇                     |                          | 埃马纽埃尔·马克龙               | 33.82%                   |                          | 埃马纽埃尔·马克龙               | 66.42%                   | [ 26 ]                   |
| 2022年法国立法选举       | 德塞夫勒省第二选区       | 市镇                     |                          | 戴尔菲娜·巴托                   | 39.16%                   |                          | 戴尔菲娜·巴托                   | 56.57%                   | [ 26 ]                   |

## 人口
2019年，帕尔特奈市镇人口数量为10,089，在法国排名第998位。其中男性4,619人，女性5,470人，75岁及以上人口占14.0%，外籍人口数量为379人，人口密度为887人/平方公里，当地居民被称为（男性）或（女性）。2020年，帕尔特奈境内出生72人，死亡人口135人。
| 帕尔特奈1901年－2019年人口变化情况 |
|                                    |
| 数据来源：Cassini、INSEE           |

## 经济
帕尔特奈是一个区域性的中心城市。截止2022年10月，帕尔特奈市镇范围内共有各类用人单位（包含自雇）1,730家，平均历史为19年，其中98.73%为中小型企业（PME），2022年8月至10月间，当地的经济活力指数为0.46%。 （化工产品销售）、（液压器械）及（公路客运）是当地2021年营业额最高的三个企业，分别为45,826,061欧元、33,964,128欧元和22,869,009欧元。

## 财政与居民收入
2020年，帕尔特奈的财政收入总额为10,829,000欧元，财政支出总额为9,454,410欧元，当年的债务总额为9,118,200欧元。2021年，帕尔特奈市镇共获得3,367,112欧元的国家财政补助，比上一年增加了1.67%。
2020年，帕尔特奈的人均月收入总额为1,940欧元，其中高级职员为3,458欧元，低于法国平均水平（4,230欧元）；中级职员为2,196欧元，低于法国平均水平（2,411欧元）；普通职员为1,653欧元，亦低于法国平均水平（1,740欧元）。
2019年，帕尔特奈境内的青壮年（15至64岁）失业率为17.3%，当地40.1%的家庭拥有纳税资格，平均纳税1,985欧元，低于法国平均水平（3,910欧元）。

## 社会事务

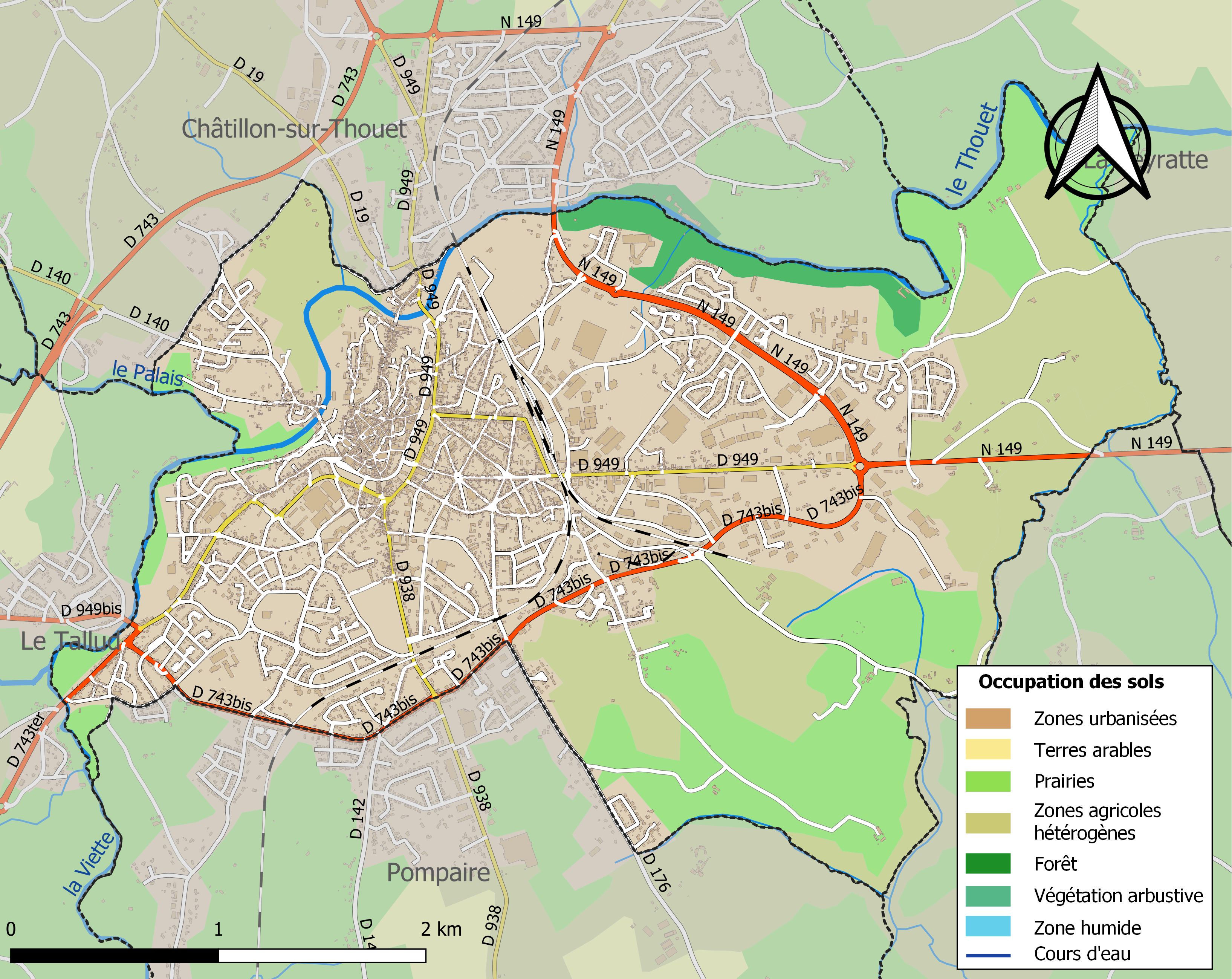
帕尔特奈土地利用情况地图

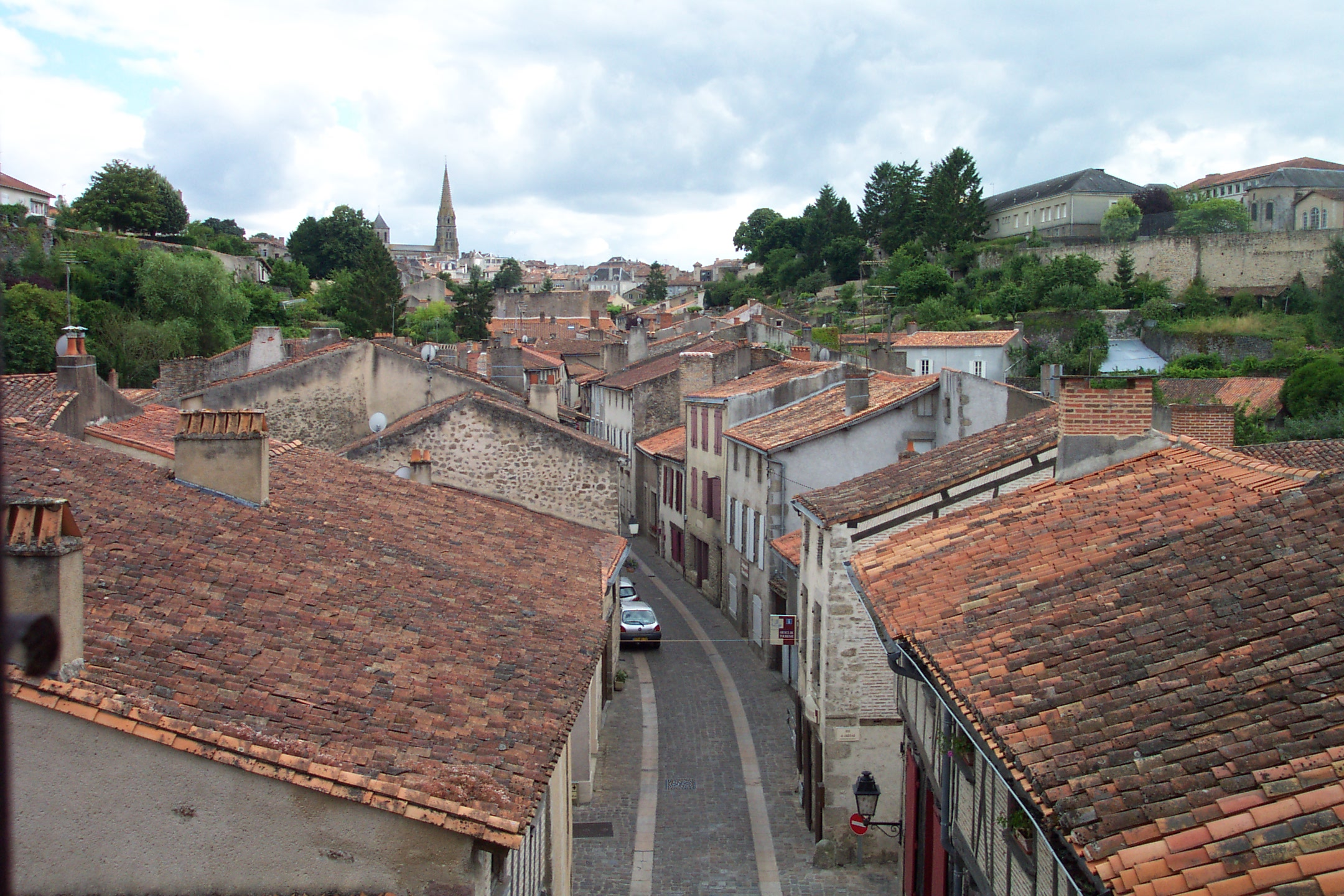
帕尔特奈镇中心的圣雅克街

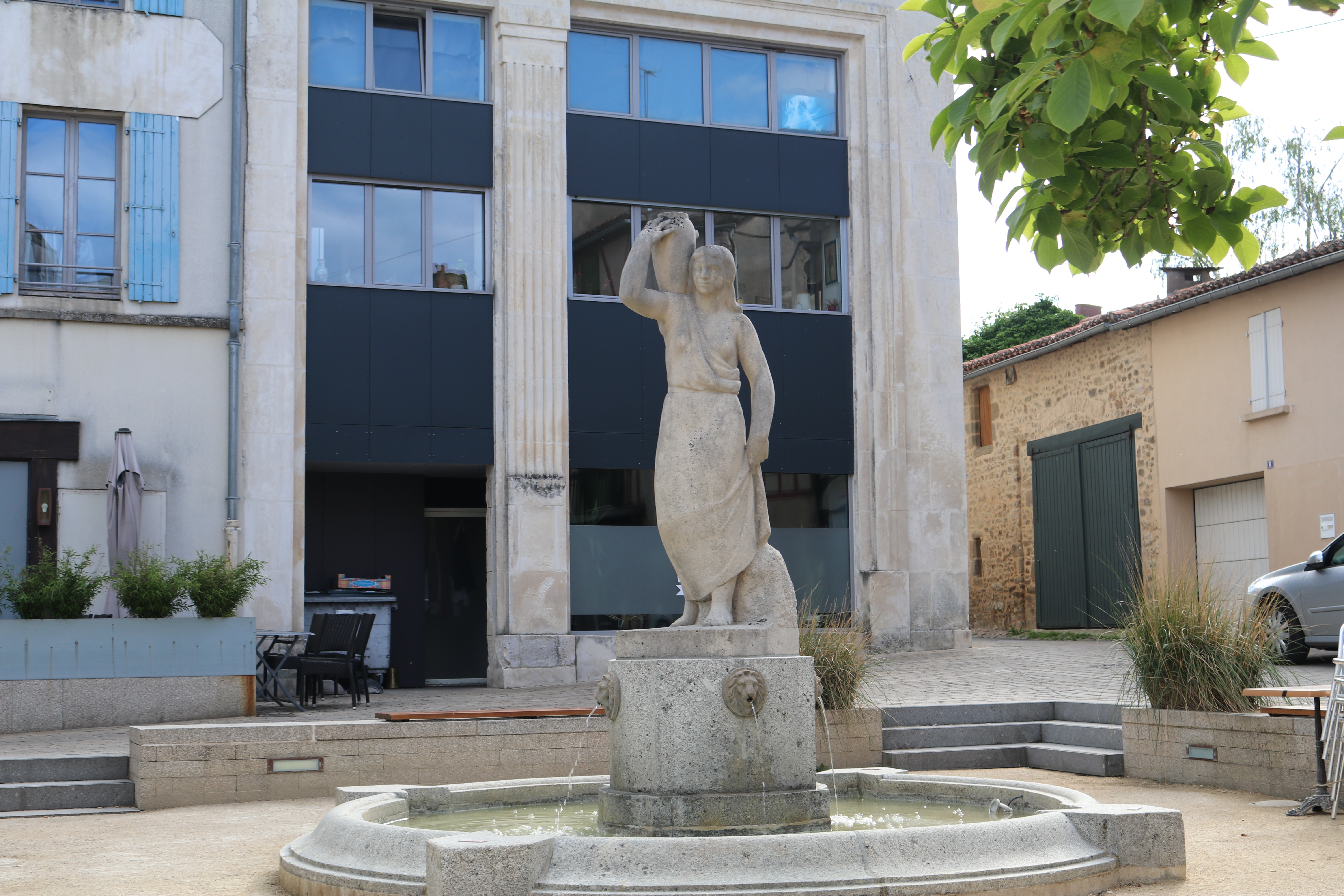
帕尔特奈的一处街头喷泉

### 教育
帕尔特奈属于普瓦捷学区。截止2021年1月1日，帕尔特奈境内共有6所小学、4所初级中学、2所普通高中和1所职业高中。2018至2019学年度，帕尔特奈境内共有在校中等教育阶段学生2,171名。

### 医疗
截止2021年1月1日，帕尔特奈境内共有全科医生9名、保健师21名、牙医4名、护士17名、助产士5名和妇科医生2名。境内共有药房5家、养老院1家、残疾人帮扶中心2家。
帕尔特奈是北德塞夫勒省中心医院（Centre Hospitalier du Nord Deux-Sèvres）的服务覆盖范围，后者是法国的一个区域性医疗机构，其主病区位于费拉贝斯境内，在帕尔特奈市区东部设有一个病区，是当地规模最大的公立综合性医院。

### 住房
2019年，帕尔特奈境内共有各类住房6,076套，其中66.5%为独立式居民区，33.2%为集中式居民区。常住房屋占帕尔特奈市镇范围内居民建筑总量的86.8%。
在住房保障政策方面，2021年，帕尔特奈境内共有1,447户家庭获得了住房经济补助，受益人数占总人口数量的14.3%，其中1,416份为房租补助。

### 商业
2021年，帕尔特奈境内共有各类实体商铺247家，其中餐厅43家、大型超市6家、杂货店2家、面包房13家、肉铺5家、书店2家、装饰品店2家、银行门店10家、美容美发店18家、汽车维修店16家。市区东部建有开放式商业街区，有E.Leclerc、Aldi、Lidl、Darty等大型商场。

### 体育
2021年，帕尔特奈境内共有1家游泳池、3间体育馆、1座综合体育场、10处网球场、4处足球或橄榄球场以及4处篮球或排球场。
截至2022年10月，帕尔特奈境内共有三家注册足球俱乐部。帕尔特奈-维埃奈竞技俱乐部（Racing Club Parthenay-Viennay，编号548135）是当地的代表性足球队，成立于1939年，其主队2022至2023赛季参加新阿基坦大区足球联赛甲组（法国第六级别），其主场为关键体育球场（Parc des Sports l'Enjeu）。

### 环境
帕尔特奈的环境事务由其所属的帕尔特奈-加蒂讷市镇公共社区联合各级政府协调负责。2021年，帕尔特奈境内暂无污染企业。

### 治安
2021年，帕尔特奈市镇范围内有1处宪兵队。
帕尔特奈国家宪兵队（zone gendarmerie de Parthenay）的管辖范围共包括69个市镇。2020年，该宪兵队累计记录各类案件1,939起，其中盗窃类案件839起，经济类案件240起，毒品交易类案件115起。

## 文化
2021年，帕尔特奈境内共有1家电影院和1家博物馆。帕尔特奈-加蒂讷市镇公共社区在帕尔特奈市区建有一处多媒体中心，每周二、三、五、六向公众开放。

### 建筑
帕尔特奈境内有多处历史建筑，其中旧帕尔特奈圣伯多禄教堂、圣洛朗教堂等为法国国家文物保护单位。

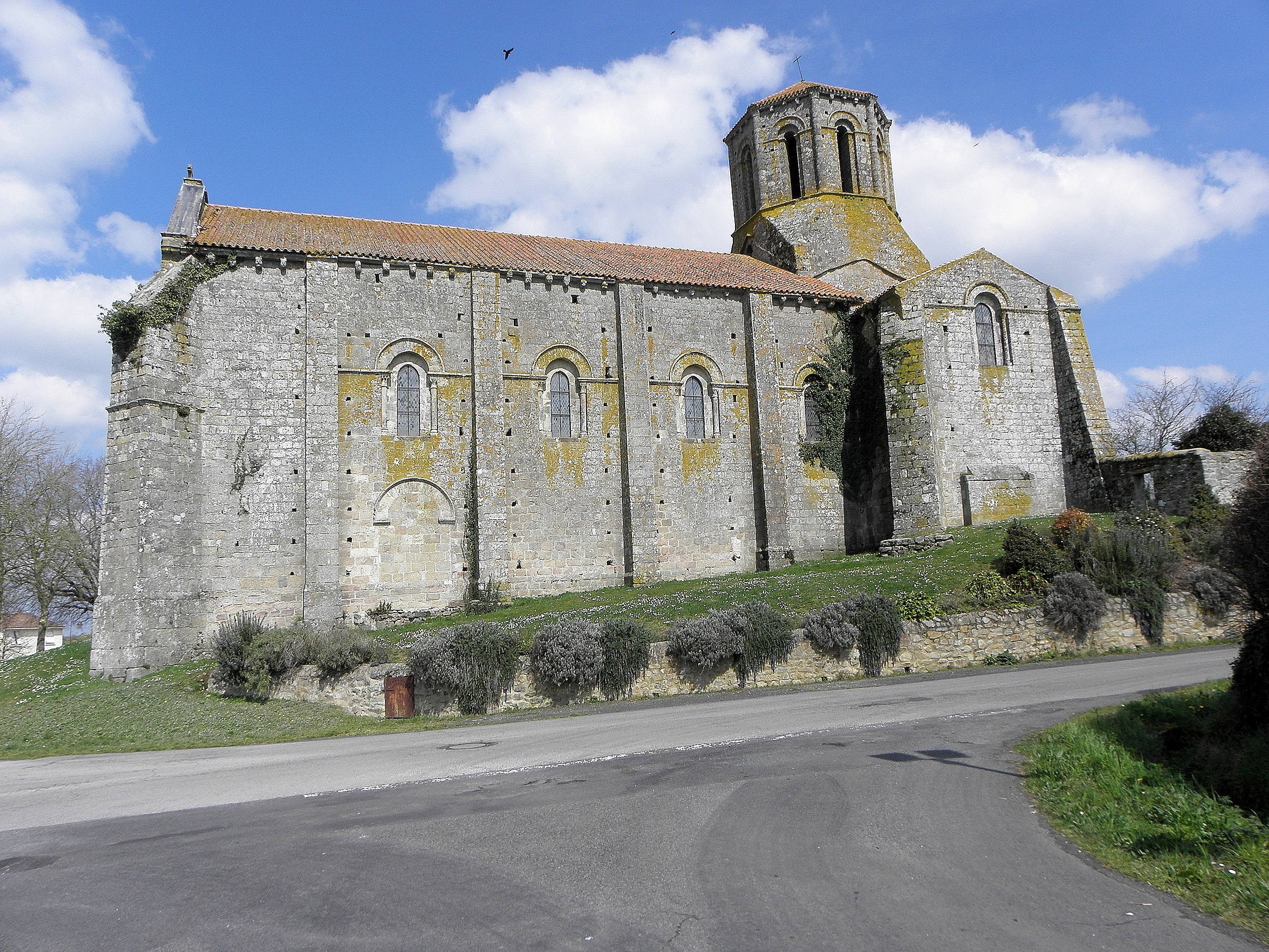
旧帕尔特奈圣伯多禄教堂（法语：Église Saint-Pierre de Parthenay-le-Vieux）
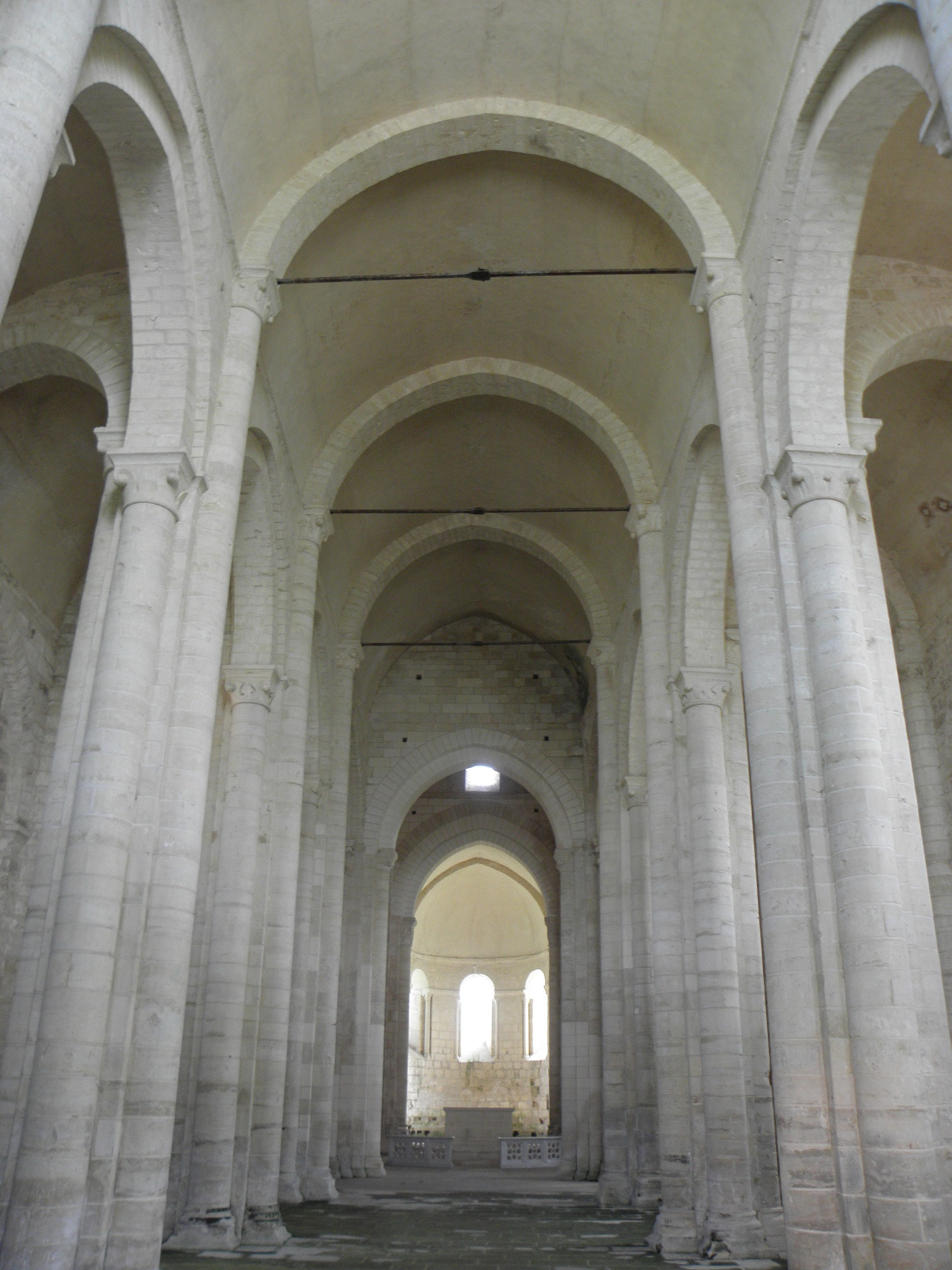
教堂大厅
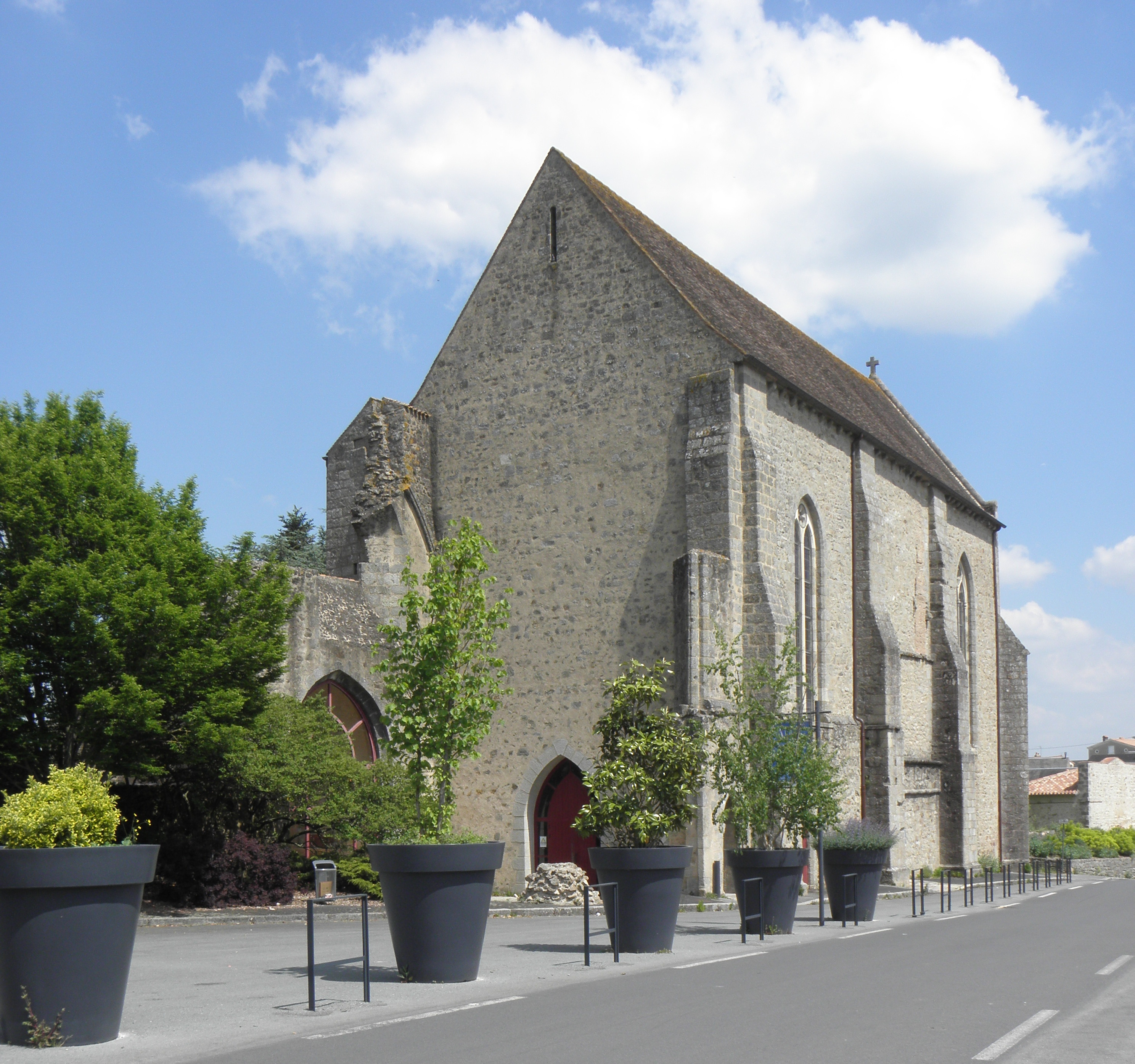
科德利埃会教堂
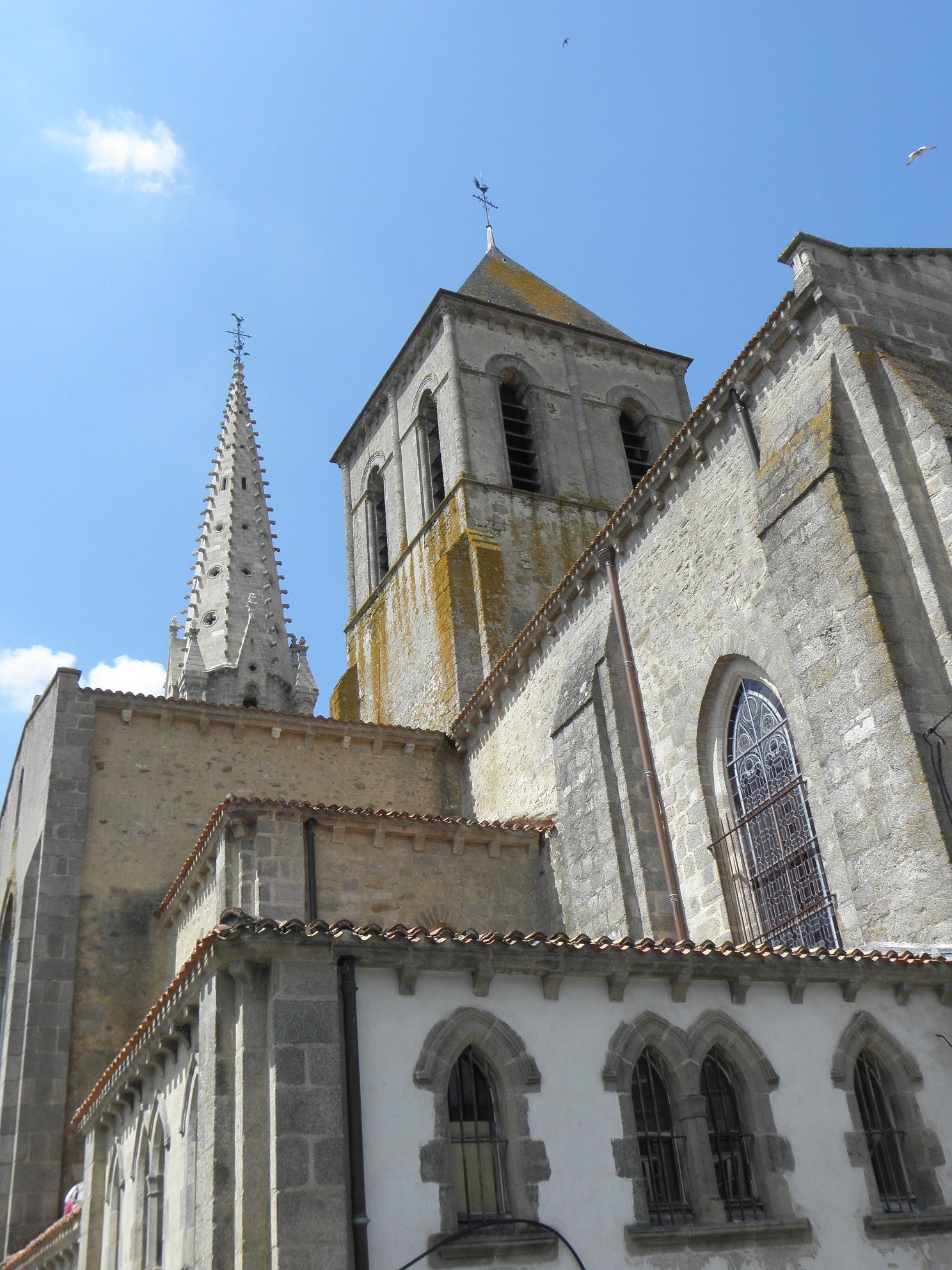
圣洛朗教堂（法语：Église Saint-Laurent de Parthenay）
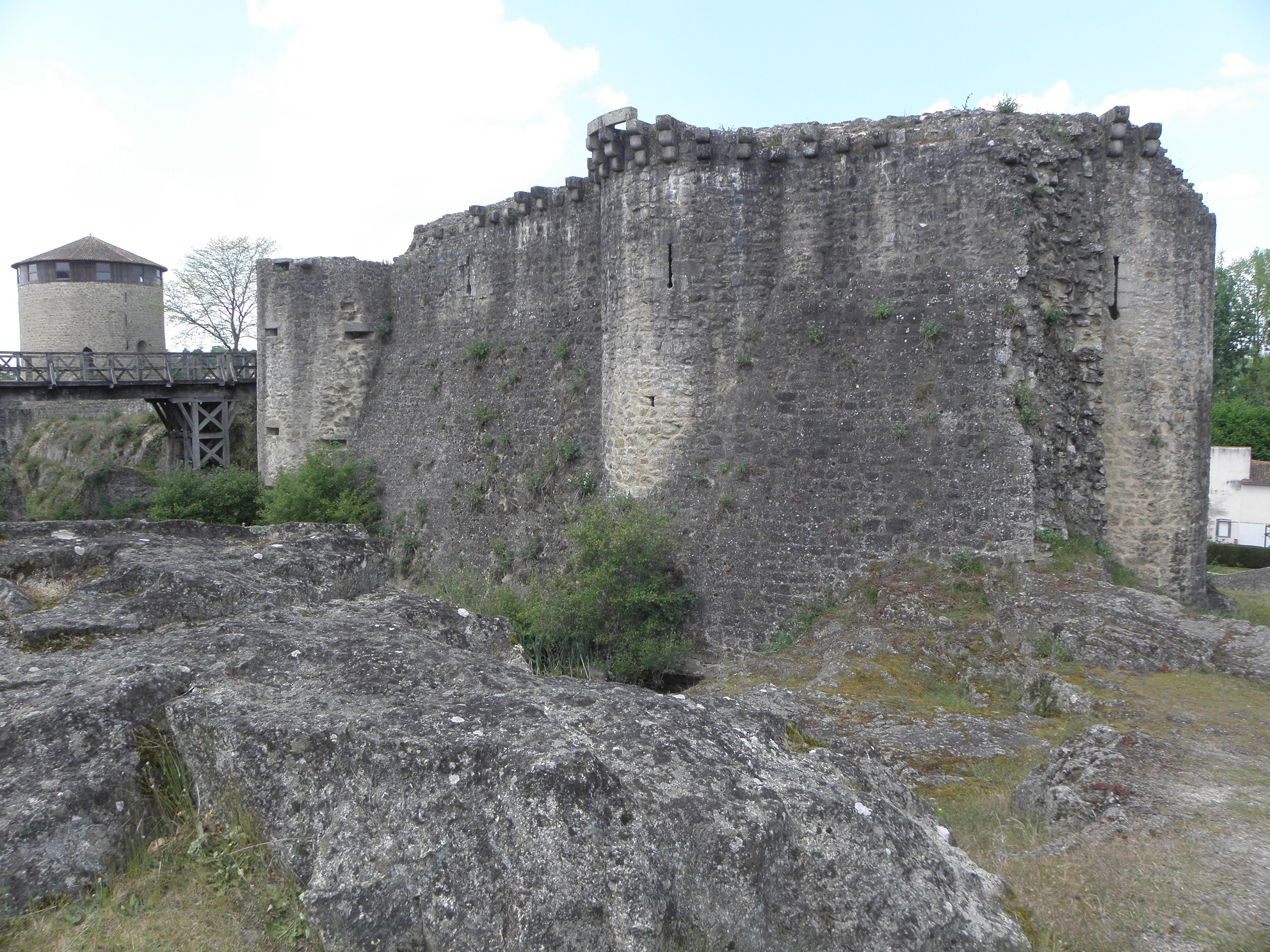
帕尔特奈城堡（法语：Château de Parthenay）遗址
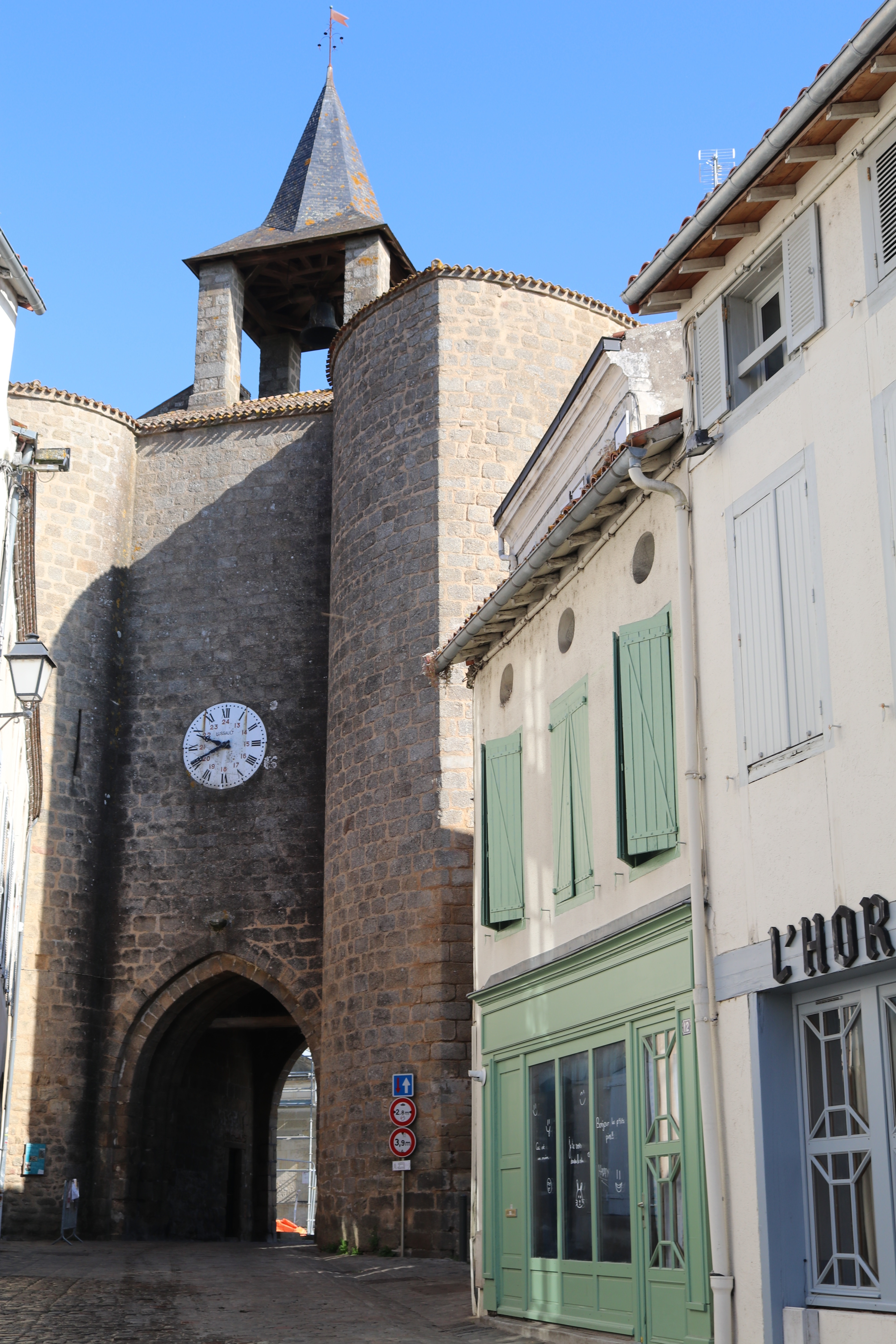
钟楼城门
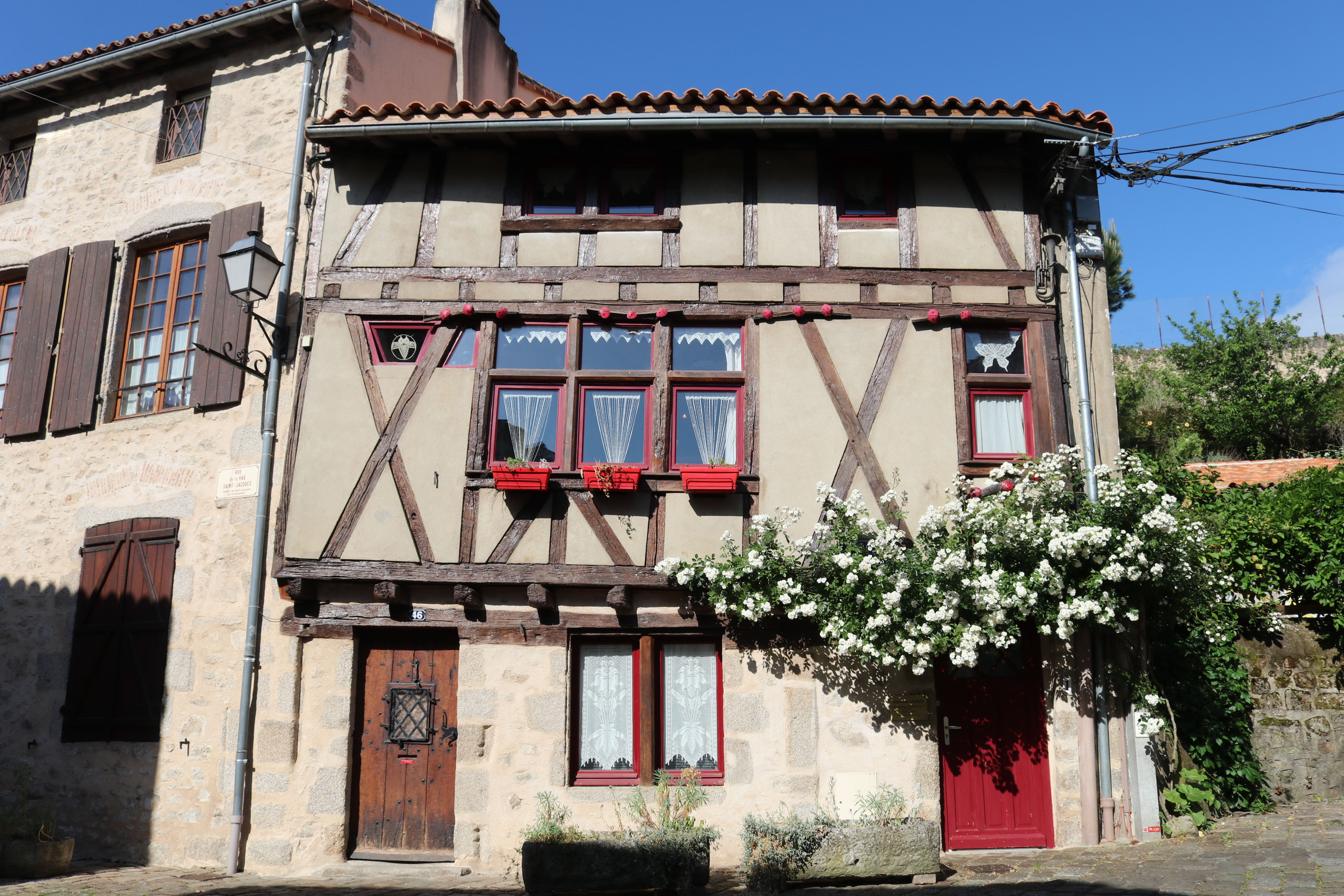
传统民居
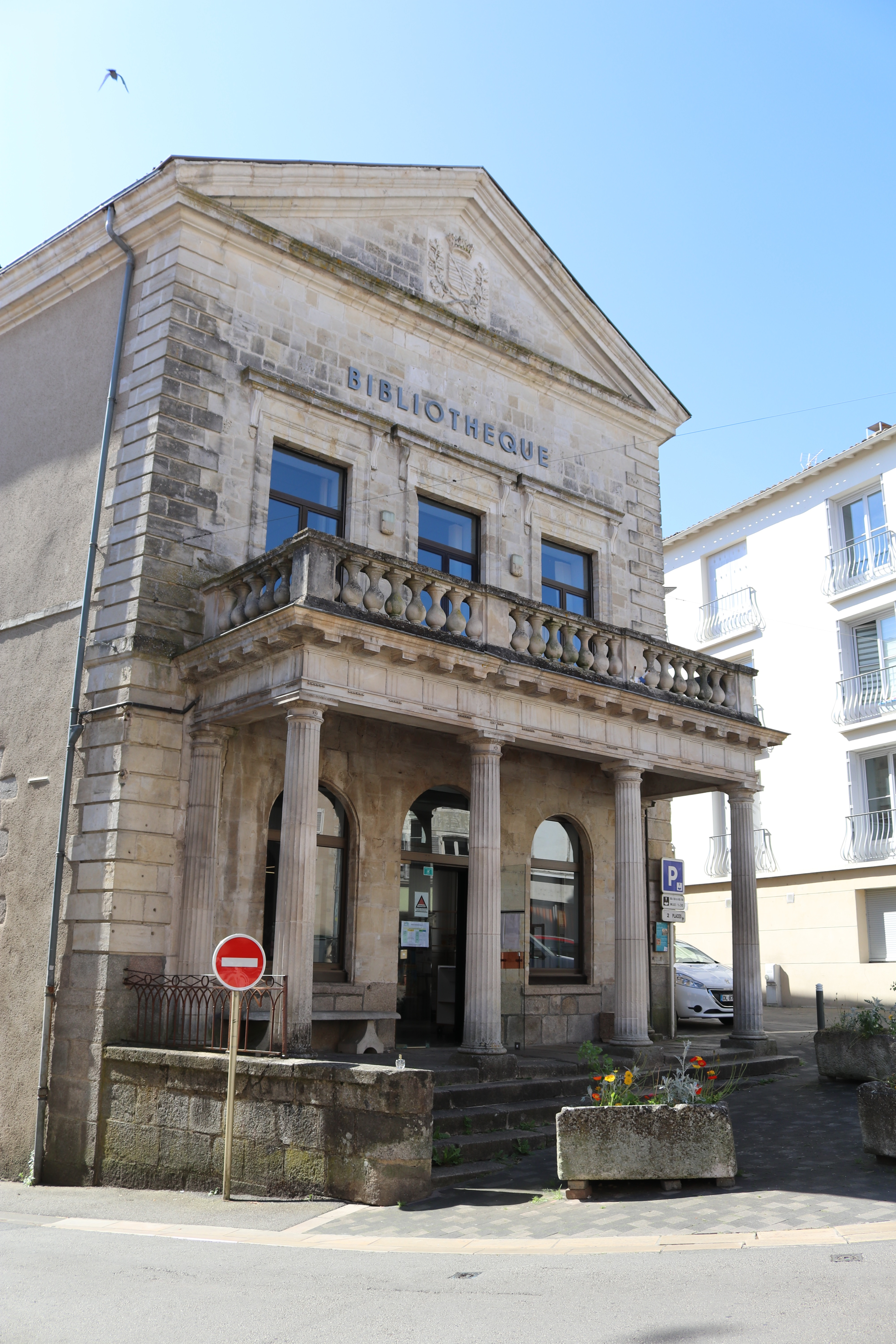
多媒体中心

### 旅游
帕尔特奈的旅游事务由其所属的帕尔特奈-加蒂讷市镇公共社区负责。2022年，帕尔特奈境内共有5家酒店共计118间房间。

### 媒体
法国主要的媒体均可在帕尔特奈接收，法国电视三台下属的新阿基坦大区频道在部分时段播出帕尔特奈所属区域的地方新闻。《中西部新共和国报》、蓝色法兰西普瓦图广播、云雀广播等是当地主要的地方性媒体。

## 友好城市
截至2022年10月，帕尔特奈共与七座城市互为友好城市关系：
- 德国 魏恩施塔特
- 西班牙 阿尔内多
- 葡萄牙 阿布兰特什
- 马达加斯加 马纳卡拉
- 多哥 策维埃
- 爱尔兰 蒂珀雷里
- 加拿大 埃德蒙兹顿